# Srebro nitrat
Srebro nitrat je neorgansko jedinjenje sa formulom 
3. Ovo jedinjenje je prekurzor mnogih drugih jedinjenja srebra, kao što su jedinjenja koja se koriste u fotografiji. On je daleko manje senzitivan na svetlost od halida.
U čvrstom srebro nitratu, joni srebra imaju trigonalno planarnu koordinaciju.

## Sinteza i struktura
Kristali srebro nitrata se mogu dobiti rastvaranjem metala srebra u rastvor azotne kiseline te zatim uparavanjem rastvora.
U čvrstom srebro-nitratu, joni srebra su raspore]eni u planarnoj ravni sa 3 koordinate (oblik jednakostraničnog trougla).

## Reakcije
Srebro-nitrat pokazuje brojne reakcije, ali se u laboratoriji i analitičkoj hemiji koristi uglavnom za dokazivanje hloridnog jona (Cl-).
Ukoliko se u raskvoru nađu srebrni i hloridni joni, oni stvaraju karakteristični beli, sirast talog.
Srebro-nitrat takođe može da reaguje sa karbonatima i hidrogenkarbonatima:
Ako se izloži svetlosti, ili ako stoji na svetlom i toplom mestu, razlaže se prema jednačini:

## Upotreba

### Baza za dobijanje drugih jedinjenja srebra
Srebro nitrat je najpovoljnija so srebra u smislu troškova industrijske proizvodnje, te nudi brojne prednosti. Nije higroskopna, nasuprot fluoroboratnim i perhloratnim solima. Relativno je stabilna pri izlaganju svetlosti. Može se rastvoriti u brojnim rastvaračima. Nitratna funkcionalna grupa se može zameniti sa mnogim drugim grupama, dajući druge soli srebra. Izlažući srebro-nitrat jonima halida dobija se AgX (gde je X= , r,  itd.). U proizvodnji fotografskih filmova, srebro-nitrat reaguje sa kalijum ili natrijum halidima te se formira nerastvorna so srebro halida u fotografskom želatinu. Zatim se ona nanosi na trake tri-acetata ili poliestra. Na sličan način se dobijaju i neka jedinjenja srebra koja se koriste u pravljenju eksploziva, poput fulminata, azida ili acetilida. Tretiranjem srebro-nitrata sa bazama dobija se srebro oksid:

### Organska sinteza
Srebro nitrat se koristi na mnoge načine u sintezama organskih materija npr. kod deprotekcije ili oksidacije. Jon Ag+ reverzibilno reaguje sa alkenima, a srebro-nitrat se koristi kod razdvajanja smeša alkena putem selektivne apsorpcije. Rezultujuće jedinjenje se može razložiti sa amonijakom oslobađajući slobodne alkene.

## Toksičnost
Srebro-nitrat je otrovan i uzrokuje koroziju. Ukoliko srebro-nitrat dospe na kožu, koža najprije pobeli, da bi nakon sat vremena potamnela, praveći kombinaciju metalnog srebra i srebrnih sulfida.

## Spoljašnje veze
- Karta međunarodne hemijske bezbednosti 1116